# Chabičov (Háj ve Slezsku)
Chabičov (německy Chabitschau) je vesnice, část obce Háj ve Slezsku, ležící ve středu Moravskoslezského kraje, v okrese Opava. Je územně identický se stejnojmennou základní sídelní jednotkou.

## Charakteristika
Zástavbu Chabičova lze po urbanistické stránce rozdělit na dvě části: původní Chabičov a Nový Chabičov, jež jsou od sebe odděleny asi 43 metry širokou prolukou. Původní Chabičov je historicky starší, menší, východní část Chabičova s relativně nepravidelnými ulicemi. Nový Chabičov je větší západní částí Chabičova, v níž se celá řada ulic spolu kříží v pravém úhlu. Tato část svojí zástavbou urbanisticky splývá se zástavbou mnohem menšího Háje ve Slezsku, jakož i se zástavbou východní části Smolkova - tzv. Novým Smolkovem (odpovídá základní sídelní jednotce „Háj ve Slezsku - Smolkov“) od něhož je oddělen katastrální hranicí, převážně kopírující koryto zdejšího potoka Hrabyňky. V Novém Chabičově se nachází zdejší kostel sv. Valentina, jakož i obecní úřad obce Háj ve Slezsku.

## Název
Jméno vesnice bylo odvozeno od osobního jména Chabič (jeho základem bylo sloveso chabiti - "kazit" (ve východomoravských nářečích sloveso znamená "ukrást")) a znamenalo "Chabičův majetek".

## Historie
Nejstarší písemnou zmínku uchovává Státní okresní archiv v Uherském Hradišti. Záznam je z let 1366–1377. V zachovaných dokumentech je název vesnice od počátku psán česky, od roku 1464 již jako Chabičov. Vlivem germanizace zvláště v době po Bílé hoře dochází při jeho užívání k častým zkomoleninám. Od nepaměti byl v Chabičově vodní mlýn na náhonu u řeky Opavy. Obyvatelstvo bylo od počátku slovanského původu, o čemž svědčí slovanská jména i místní názvy. Vznikl pravděpodobně z přirozené potřeby velkopolomského panství hlídat zboží proti dolnobenešovským.
Na nedalekém návrší Ostrá hůrka se v letech 1869, 1898, 1918, 1929, 1938, 1945, 1969 a 1990 konaly tábory lidu jakožto součást slezského obrození.

## Památky
- pomník padlým v první světové válce
- pomník Rudé armády
- pomník obětem druhé světové války v Háji ve Slezsku
- kostel sv. Valentina
- vodní mlýn